# Burdosház
A burdosház az angol boarding house-ból származik, melynek jelentése panzió.  A burdosház kifejezés az amerikai magyar emigránsok sajátos szóhasználatában azt jelentette, hogy a legényemberek, illetve család nélkül dolgozó nős férfiak itt kaptak átmeneti szállást. Voltaképpen személyenkénti félnapos ágybérletet jelentett, hiszen egy szobában jóformán annyian aludtak, ahány ágy befért, s mivel a bányászok váltott műszakban dolgoztak, mindig aludt valaki az ágyakban.

## Burdosházak rendszere
Nemcsak gazdasági vállalkozás volt, de egyúttal társadalmi jelenség is, a polgárháború utáni amerikai iparosodás terméke volt. Rohamosan nőtt a munkaerő iránti kereslet, s így maguk az iparvállalatok látták a legnagyobb szükségét, hogy átmeneti szállásokat, penziókat, boltokat létesítsenek a telephelyükre sereglő új bevándorlók számára.
A bevándorlók rendszerint hihetetlen zsúfoltságban, többnyire egészségtelen körülmények között laktak a vállalattól bérelt házakban, melyeket egy-egy házaspár tartott fenn, akik különféle szolgálatok teljesítése révén egészítették ki a férj keresetét. Ezek a jobbára sietve összetákolt faházak általában két, három vagy négy apró szobából álltak. Egy szobát lakott ezek közül a burdosgazda a feleségével és a családjával, a többit pedig kiadta más bevándorlóknak. Egy-egy burdosháznak gyakran tíz-huszonöt lakója is volt. A házaspár megállapodott az egyedülálló férfival, hogy a kialkudott havi bér fejében gondoskodik róla, ellátja mint családtagot. A burdosgazda gondja volt az élelem beszerzése, a házbér kifizetése és a számla vezetése. Akinek sok bérlője volt, és ezért egész munkaidejét vállalt kötelezettségei teljesítésével töltötte, a fejenkénti átlagosan ötven centes bérből tartotta fenn magát, de ha a burdosgazda maga is állásban volt, akkor ő is éppúgy befizette a maga részét a közös kasszába, mint a többiek. Minthogy azonban a burdosgazda rendszerint maga is bányában vagy gyárban dolgozott, a burdosház fenntartásának egész gondja a burdosasszonyé volt.

## Burdosházak megszűnése
A burdosházi rendszer és különös közösségi életformája az idők folyamán természetesen megváltozott. Az amerikai tartózkodásukat csak átmenetinek tekintő kivándorlók közül mind többen elszánták magukat a végleges letelepedésre, ahogy sorsuk valamely fordulata vagy az amerikai élet megszokása egyre inkább háttérbe szorította a hazatérés gondolatát, mígnem végleg letettek tervükről, ha mégoly szomorúan is. Egyre több otthon hagyott feleség és gyermek csatlakozott kivándorolt férjéhez, édesapjához, és egyre több leány utazott Amerikába távozott vőlegénye után. Minél több férfi alapított családot Amerikában, annál kevesebb szükség volt a burdosházakra, és amikor az első világháború kitörése gátat vetett mind a kivándorlásnak, mind pedig a visszavándorlásnak, a kongresszus pedig a húszas években törvényileg is korlátokat szabott a bevándorlásnak, a burdosház intézménye gyakorlatilag eltűnt az amerikás magyarok életéből.

## Magyarországon
2012. november 23-án megérkezett a szentendrei Skanzenbe egy amerikai burdosház felszerelése a pennsylvániai Vintondale-ből.